# Châtillon-sur-Indre
Châtillon-sur-Indre is een gemeente in het Franse departement Indre (regio Centre-Val de Loire). De plaats maakt deel uit van het arrondissement Châteauroux. Châtillon-sur-Indre telde op 1 januari 2022 2.296 inwoners.
Bij een overstroming in 1913 werd de brug over de Indre weggeslagen. Deze werd in de daaropvolgende jaren weer opgebouwd.

## Geografie
De oppervlakte van Châtillon-sur-Indre bedroeg op 1 januari 2022 45,3 vierkante kilometer; de bevolkingsdichtheid was toen 50,7 inwoners per km².

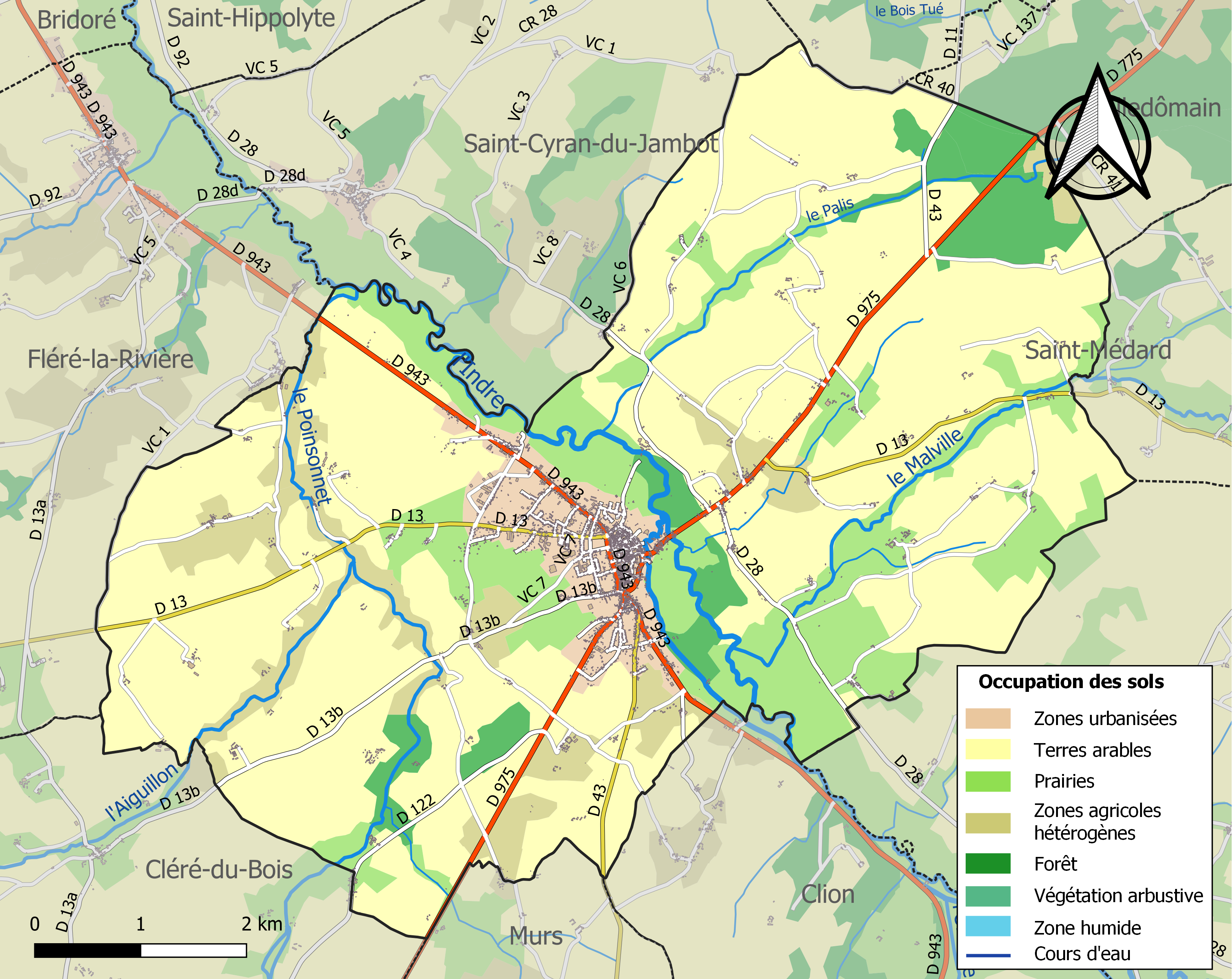
Kaart van de gemeente met belangrijkste infrastructuur, bodemgebruik en omliggende gemeenten

## Demografie
Onderstaande figuur toont het verloop van het inwonertal (bron: INSEE-tellingen).